# Tetraopes basalis
Tetraopes basalis là một loài bọ cánh cứng trong họ Cerambycidae.